# Sfântul Firmilian
Sfântul Firmilian (n. mileniul I d.Hr. – d. 268 d.Hr., Tarsos, Turcia) este un sfânt ortodox, prăznuit pe data de 28 octombrie.
A fost un episcop instruit și activ în Cezareea Capadociei, începând cu anul 230 d. Hr.
A fost implicat în disputele teologice ale vremii sale.
A condamnat schisma lui Novatian și poziția lui Papa Ștefan I, care accepta botezul ereticilor.
A prezidat sinodul din Antiohia, convocat împotriva ereticului Pavel de Samosata.
Din scrierile lui se mai păstrează o singură epistolă, scrisă în anul 256 și adresată Sfântului Ciprian al Cartaginei.
A murit în anul 268.